# My Son the Fanatic
My Son the Fanatic ist eine Kurzgeschichte des englischen Autors Hanif Kureishi, die erstmals am 28. März 1994 im New Yorker veröffentlicht wurde. Kureishi nahm die Kurzgeschichte 1997 in seine Kurzgeschichtensammlung Love in a Blue Time auf. Noch im selben Jahr entstand unter gleichnamigem Titel eine Filmfassung, zu der Kureishi ebenfalls das Drehbuch schrieb. Die Kurzgeschichte enthält postkolonialistische Elemente und thematisiert das Leben und die Herausforderungen von Muslimen in Großbritannien.
Kureishi thematisiert in der Geschichte den Konflikt zwischen einem pakistanischen Vater und seinem Sohn, der sich aus der britischen Gesellschaft ausgrenzt und in islamischen Kreisen Anschluss sucht. Zudem thematisiert sie Konflikte zwischen Religionen, Kulturen und Generationen.
Angetrieben wurde Kureishi von der Fatwa, die gegen seinen Kollegen Salman Rushdie verhängt wurde und große Empörung in der Literaturwelt auslöste.

## Zusammenfassung
Parvez ist ein pakistanischer Taxifahrer, der in Großbritannien lebt. Sein Sohn Ali fällt ihm seit geraumer Zeit durch ein ungewöhnliches Verhalten auf. Ali ist ordentlicher als sonst und trennt sich von vielen Habseligkeiten, die ihm früher sehr wichtig waren. Außerdem trennt er sich von seiner englischen Freundin und vermeidet Gespräche mit seinem Vater. Aufgebracht durch die plötzliche Veränderung seines Sohnes bespricht Parvez diese Sache mit seinen pakistanischen Arbeitskollegen. Diese vermuten, dass Ali drogenabhängig sei und seine Sachen verkaufe, um diese Abhängigkeit zu finanzieren. Geplagt durch diese Gedanken fängt Parvez an, seinen Sohn aufmerksam zu beobachten und findet schließlich heraus, dass Ali keine Drogen nimmt, sondern ein gläubiger Muslim ist, der gewissenhaft die islamischen Regeln befolgt. Er enthält sich von Alkohol und Schweinefleisch und betet fünf Mal am Tag. Zunächst zögerlich spricht Parvez seinen Sohn darauf an und wird von diesem prompt beschuldigt, ein Mann zu sein, der einen materialistischen und sündhaften westlichen Lebensstil verfolgt. Zusätzlich verteidigt er seine islamischen Werte und droht mit dem Beitritt zum jihad. Ali möchte zudem sein Studium abbrechen, da westliche Bildungssysteme seiner Meinung nach eine anti-religiöse Haltung fördern. Verzweifelt sieht Parvez seine Planungen für Alis Zukunft zerfallen. Auch seine Versuche sich seinem Sohn anzunähern, indem er sich einen Bart wachsen lässt und auf Alkohol verzichtet, bleiben von Ali unbemerkt. Die Situation eskaliert, als Ali im Taxi seines Vaters Bettina, Parvez’ Freundin, die als Prostituierte arbeitet, verbal angreift. Letztendlich greift Parvez seinen Sohn unter Alkoholeinfluss körperlich an. Die Geschichte endet mit einem Bezug auf den Titel der Kurzgeschichte. „So who’s the fanatic now?“ ist die Frage, die Ali seinem Vater nach dessen Angriff stellt.

## Rezeption der Kurzgeschichte
Kureishis Kurzgeschichte bekam im Zusammenhang mit den terroristischen Anschlägen vom 7. Juli 2005 auf die Londoner U-Bahn, der von vier jungen britisch-pakistanischen Männern verübt wurde, erneute Aufmerksamkeit. Ali aus der Kurzgeschichte hat "zufällig" deutliche Ähnlichkeiten zu den Tätern. Eine Diskussion entflammte, in der mangelndes interkulturelles Verständnis zwischen verschiedenen kulturellen und religiösen Gruppen in Großbritannien beklagt wurde.

## Trivia
- My Son the Fanatic ist Teil der Pflichtlektüre des baden-württembergischen, niedersächsischen, hessischen und saarländischen Abiturs (2017) im Fach Englisch.
- My Son the Fanatic wurde 1997 von Udayan Prasad verfilmt.